# Bio (futebolista)
William Silvio Modesto Veríssimo, mais conhecido como Bio (Araraquara, 8 de março de 1953 — Guarulhos, 23 de fevereiro de 2008) foi um futebolista brasileiro. Atacante central, caracterizado pelo corpo forte e pelo seu estilo 'afro', destacou-se não só no Brasil, onde jogou pelo Palmeiras e pela Ferroviária, mas fora dele, em especial na Espanha, onde jogou pelo Terrassa e pelo Barcelona.

## Carreira
Depois de se destacar no futebol de salão desde cedo, foi levado à Ferroviária, no fim da década de 1960. Em 1971, já no time principal, após enfrentar o Palmeiras, teria encantado o então técnico da equipe paulistana, Osvaldo Brandão, que insistiu na sua contratação. No Palmeiras Bio pôde atuar ao lado de Dudu, Ademir da Guia, Leivinha, César Maluco, Leão, e do ex-companheiro de Ferroviária, Nei, e foi campeão brasileiro de 1972. Também disputou com a equipe o Troféu Ramón de Carranza, na Espanha, onde chamou a atenção dos clubes europeus e foi contratado pelo futebol da Bélgica. Posteriormente, foi para Portugal, onde jogou pelo Vitória de Setúbal, e de lá para a Espanha, mais especificamente, no Terrassa FC - de onde foi para o Barcelona. Foi levado para este depois que o então técnico, o holandês Rinus Michels, e o principal astro do time, Johan Cruyff o viram jogar, numa partida entre as duas equipes, e indicaram à direção do clube a sua contratação. Disputou 25 jogos com a camisa do Barça, e marcou sete gols com a camisa azul-grana, o mais importante na disputa de pênaltis contra o Anderlecht que permitiu ao Barcelona chegar à final da Taça dos Clubes Vencedores de Taças, vencida em Basileia diante do Fortuna, de Düsseldorf, em maio de 1979.
Além de sua passagem pelo Barcelona, onde conquistou diversos títulos - como a Copa do Rei e a Recopa - também passou por outros clubes da Espanha, como o Espanyol, o Sabadell, o Málaga e o Almería, retornando novamente ao Terrassa novamente. Com a carreira em declínio, ainda passou por diversos clubes catalães de expressão local, como o Aguila, o Sant Boi, o Polvoritense, o Collbató, o Can Jofresa e o Espluguenc, antes de retornar ao Brasil. A decadência, segundo ele próprio, teria sido causada por seus excessos, especialmente na vida boêmia, e na falta de capacidade de administrar a fama e o dinheiro adquiridos. Deixou esposa e o filho, Jonathan (que atualmente joga em Tortosa, na Espanha), na Europa, e retornou ao Brasil.

### Decadência e morte
De volta ao Brasil, passou por uma situação econômica difícil, que o levou a ser morador de rua e trabalhar com empregos temporários, como aulas de futebol. Contava com a ajuda de um grupo de amigos, o "Grêmio Esportivo 33", com quem se reunia para jogar futebol, e recebeia 400 euros por mês da Associação dos Veteranos do Barcelona. Foi internado em São Paulo devido a problemas pulmonares (uma tuberculose), morrendo em 23 de fevereiro de 2008.
Sua morte foi manchete em jornais espanhóis e, no jogo Espanyol 2–1 Mallorca, em 16 de março de 2008, observou-se um minuto de silêncio em sua homenagem, assim como no jogo Barcelona 5–1 Levante - onde a foto de Bio ficou estampada no telão do Camp Nou.

## Títulos
Palmeiras
- Campeonato Brasileiro: 1972

Barcelona
- Copa del Rey: 1977–78
- Recopa Europeia da UEFA: 1978–79